# Hicham Benayad-Cherif
 (septembre 2023).
Hicham Benayad-Cherif, né le 24 février 1990, est un basketteur canado-algérien. Il représente l'équipe nationale d'Algérie.

## Carrière
Benayad-Cherif a joué deux saisons pour Fort Wayne et y a porté une chemise rouge pour sa première saison.